# Abui jezik
Abui jezik (ISO 639-3: abz; barue, "barawahing", namatalaki), jedan od osam alorskih jezika, transnovogvinejska porodica, koji se govori u centralnom i zapadnom dijelu otoka Alor u Malim sundima, Indonezija.
Etnička populacija iznosi 16 000 (1981 Wurm and Hattori). Postoji tri dijalekta, a neki su možda posebni jezici: atimelang, kobola i alakaman.

## Vanjske poveznice
- Ethnologue (14th)
- Ethnologue (15th)